# Donald Christian
Donald Christian, ps. „Ducks” (ur. 28 sierpnia 1958, zm. 15 maja 2011 w Cassada Gardens) – antiguański kolarz.
W 1976 wystartował na igrzyskach olimpijskich w wyścigu na 1 km na czas, którego nie ukończył oraz w wyścigu indywidualnym na dochodzenie, w którym odpadł w kwalifikacjach, nie ukończywszy wyścigu eliminacyjnego.
Był żonaty z Lisą, z którą miał trzech synów: Brendana, Renauda i Camerona.
Zginął w wypadku drogowym.